# Daniela Götz
Daniela Götz (n. 23 decembrie 1987, Nürnberg, RFG) este o înotătoare germană, medaliată olimpică. A participat la 2 ediții ale Jocurilor Olimpice (2004, 2008) în care a câștigat o medalie de bronz.